# Согласовательный класс
Согласова́тельный класс — лингвистический термин, объединяющий два близких значения:
- Обобщенное название всех грамматических признаков, по которым с именами существительными согласуются зависимые слова;
- Обобщенное название грамматических категорий, являющихся у существительных классифицирующими (постоянными), у местоимений 4 лица анафорическими, а у согласующихся с ними слов словоизменительными.

## Типы согласовательных классов
Традиционно основными типами согласовательных классов считаются грамматический род и именной класс, различающиеся между собой, по существу, лишь семантически и количественно (в родовых системах выражается семантика пола или как минимум противопоставление человека и нечеловека, тогда как в классных, помимо этого, может быть детальной классификация неживых объектов).
Помимо рода и именного класса, выделяются следующие согласовательные категории:
- активность — неактивность;
- личность;
- одушевлённость — неодушевлённость;
- разумность — неразумность;
- собирательность;
- счётность — несчётность.

Кроме того, возможно отдельное выделение самостоятельных категорий мужского и/или женского лица, вещественности, противопоставление собственных и нарицательных имён.
Одна согласовательная категория может реализовываться внутри другой: например, в польском языке категория мужского лица является подкатегорией одушевлённости.

## Согласовательные классы всловосочетанииипредложении
Согласовательные классы могут выражаться как внутри именной группы (определения; предлоги или послелоги), так и за её пределами (сказуемые, обособленные обороты с причастиями, деепричастиями или прилагательными), кроме того, особо выделяются так называемая конгруэнтность и конструкции с классификаторами. Согласовательные классы в именной группе и за её пределами могут быть различными и существовать независимо друг от друга. Так, в русском языке так называемые слова обоюдного рода, в особенности сближающиеся со словами общего рода, при атрибутивном согласовании реализуясь как слова мужского рода, способны при обозначении женского пола требовать постановки сказуемого в женском роде: наш директор была уставшая. В венгерском языке, лишённом атрибутивного согласования, при перечислении в единственном числе подлежащих, обозначающих людей и реже животных, сказуемое может употребляться во множественном числе, что невозможно при аналогичном перечислении неодушевлённых предметов. В монгольских языках род может проявляться как внутри именной группы, так и за её пределами, у существительных со значением лиц и животных (различается пол), однако это не является обязательным.